# 黑暗之地
是一部法國導演吉爾斯·帕奎-布萊納编剧并执导的美国悬疑片，改编自吉莉安·弗琳所写的2009年同名小说。查理兹·塞隆、克里斯蒂娜·亨德里克斯、尼古拉斯·霍尔特和科洛·莫瑞兹主演。法国和美国分别于2015年4月8日、8月7日上映，香港則於2015年10月1日上映。

## 剧情
七歲那年，麗比的母親與兩個姊姊在午夜慘死於家中，就在兇手大開殺戒時，小麗比從農宅逃了出來。隨後，年幼的她在法庭上，作證指認十五歲的哥哥班恩是滅門兇手，因此聲名大噪。 25年後，成年後的麗比，兒時的陰影始終揮之不去，此時一個對歷史血案特別感興趣的地下組織─殺手俱樂部，其中一名成員萊爾找上麗比，想從她身上找出血案的真相，靠著微薄捐款過日的麗比，決定為了金錢與俱樂部交易，讓她重新調查當年捲入這樁滅門血案的蛛絲馬跡，越深入越挖掘過去，麗比不願面對的記憶與真相，將超乎想像中地可怕....。

## 角色
- 莎莉·賽隆 - 麗比 [1]
- 克里斯蒂娜·亨德里克斯 - 珮蒂，麗比的母親[2]
- 尼可拉斯·霍特 - 萊爾，俱樂部聯絡人[3]
- 嘉兒·莫蕊茲 - 戴安卓，班恩的女友[4]
- 泰伊·謝里丹 - 班恩，麗比的哥哥[5]
- 寇瑞·史托爾 - 成年時期的班恩[6]
- 安德烈·羅斯（英语：Andrea Roth） - 成年時期的戴安卓[6]
- 肖恩·布里吉格斯（英语：Sean Bridgers） - 朗納，麗比的父親
- 德瑞·迪·馬特奧（英语：Drea de Matteo） - 成年時期的克莉希[2]
- 阿迪·米勒（英语：Addy Miller） - 幼年時期的克莉希，指控班恩性騷擾
- 斯特林·杰里斯（英语：Sterling Jerins） - 幼年時期的麗比
- Shannon Kook - 少年時期的特雷，班恩的印地安人朋友
- 丹·休伊特·歐文斯（英语：Dan Hewitt Owens） - 羅伯特

## 制作
2013年8月下旬在路易斯安那州的什里夫波特开拍。

## 评价
烂番茄新鲜度26%，Metacritic上得到39分，口碑不佳。

## 書籍
| 出版日期 | 書名     | 作者         | 譯者   | 出版社   | ISBN               |
| -------- | -------- | ------------ | ------ | -------- | ------------------ |
| 2012年   | 《暗處》 | 吉莉安．弗琳 | 張思婷 | 木馬文化 | ISBN 9789866200717 |